# FN's kontor i Genéve
FN's kontor i Genéve er det næststørste af Forenede Nationers (FN) fire store kontorkomplekser (den største er FN's hovedkvarter i New York). Det er til huse i Nationernes Palads (Palais des Nations), som oprindeligt blev bygget for Folkeforbundet mellem 1929 og 1938 i Genéve, Schweiz. Det er blevet udvidet i begyndelsen af 1950-erne og i slutningen af 1960-erne.
Udover FN's administration, har en række programmer og fonde til huse her, f.eks. FN's konference for handel og udvikling, FN's kontor for koordinering af humanitære opgaver og FN's Økonomiske Kommission for Europa.
FN's og dets specialiserede agenturer, programmer og fonde kan have andre kontorer og funktioner lokaliseret uden for Nationernes Palads, oftest kontorpladser, som er stillet til rådighed af den schweiziske regering.

## Generaldirektør
1. Wladimir Moderow, Polen 1946–1951
2. J. Franclin Ray, USA 1952
3. Sir Arthur Rucker, Storbritannien 1953
4. Adriannus Pelt, Holland 1954–1957
5. Pier Pasquale Spinelli, Italien 1957–1968
6. Vittorio Winspeare-Guicciardi, Italien 1968–1978
7. Luigi Cottafavi, Italien 1978–1983
8. Eric Suy, Belgien 1983–1987
9. Jan Mårtenson, Sverige 1987–1992
10. Antoine Blanca, Frankrig 1992–1993
11. Vladimir Petrovsky, Rusland 1993–2002
12. Sergei Ordzhonikidze, Rusland 2002–2011
13. Kassym-Jomart Tokayev, Kasakhstan 2011–2013
14. Michael Møller, Danmark 2013–nu[2]

## Administrativ historik
1. FN's Genévekontor, fra begyndelsen, aug. 1946 – apr. 1947, (IC/Geneva/1)
2. FN's europæiske kontor, 11. apr. 1947 – 10. aug. 1948, (IC/Geneva/49)
3. FN's kontor i Genéve, 10. aug. 1948 – 9. aug. 1949, (IC/Geneva/152)
4. FN's europæiske kontor, 9. aug. 1949 – 8. dec. 1957, (SGB/82/Rev.1)
5. FN's kontor i Genéve, 8. dec. 1957 – nu, (SGB/82/Rev.2)